# Панов Олександр Миколайович
Олександр Миколайович Панов (нар. 6 липня 1944, Москва, РРФСР, СРСР) — радянський, російський дипломат, японознавець. Доктор політичних наук, професор.

## Біографія
Закінчив МДІМВ (1968). На дипломатичній роботі з 1968 року. Кандидат історичних наук, доктор політичних наук. Володіє англійською та японською мовами.
- 1961—1962 рр. — кресляр.
- 1968 г. — референт Далекосхідного відділу МЗС СРСР.
- 1968—1971 рр. — аташе Посольства СРСР в Японії.
- 1971—1977 рр. — викладач, старший викладач МДІМВ.
- 1977—1981 рр. — третій секретар, другий секретар Постійного представництва СРСР при ООН в Нью-Йорку (США).
- 1982—1983 рр. — перший секретар Другого далекосхідного департаменту МЗС СРСР.
- 1983—1988 рр. — радник Посольства СРСР в Японії.
- 1988—1991 рр. — завідувач відділом, начальник Управління Тихоокеанського регіону і Південно-Східної Азії МЗС СРСР.
- 1991—1992 рр. — директор Департаменту Тихоокеанського регіону і Південно-Східної Азії МЗС Росії.
- 10 лютого 1992 — 1 листопада 1993 рр. — Надзвичайний і повноважний посол Російської Федерації в Республіці Корея[1] .
- 30 грудня 1993 — 15 жовтень 1996 рр. — заступник міністра закордонних справ Росії[1].
- 6 вересня 1996 — 25 січень 2003 рр. — Надзвичайний і повноважний посол Російської Федерації в Японії.
- 29 квітня 2004 — 20 червня 2006 рр. — Надзвичайний і повноважний посол Російської Федерації в Норвегії[1].

## Дипломатичний ранг
Надзвичайний і повноважний посол (10 лютого 1992)

## Родина
Одружений, має дітей.

## Нагороди та почесні звання
- Орден Пошани (1998).
- Медаль «За трудову доблесть» (1986).
- Заслужений працівник дипломатичної служби Російської Федерації (28 червня 2005) — За багаторічну активну громадську роботу щодо соціальної підтримки ветеранів та патріотичного виховання молоді.

## Монографія
- Новейшая история Японии. Оккупационный период 1945—1952. — М., 1979.
- Японская дипломатическая служба. — М.: Издательство «Международные отношения», 1988.
- От недоверия к доверию. За кулисами переговоров с Японией по мирному договору и «северным территориям» (на японском языке). Издательство «Саймару» (Япония), 1992.
- После грозы — ясно. Семь лет российско-японских отношений 1996—2003 гг. (на японском языке). Издательство «Эн-Эйч-Кэй» (Япония), 2004.
- Россия и Япония. Становление и развитие отношений в конце XX — начале XXI века. — М.: Издательство «Известия», 2007.
- Клан Хатояма. Портрет семьи на фоне истории Японии. — М.: Издательство «Олма-пресс», 2010.
- Революция Сёва. Модернизация Японии в послевоенный период. Издательство «Восток-Запад», 2011

- 不信から信頼へ : 北方領土交渉の内幕. 高橋実、佐藤利郎 訳. サイマル出版会. 1992. ISBN 4377309463. {{cite book}}: Текст «和書» проігноровано (довідка)
- 雷のち晴れ : 日露外交七年間の真実. 鈴木康雄 訳. 日本放送出版協会. 2004. ISBN 414081005X. {{cite book}}: Текст «和書» проігноровано (довідка)
- 日本の外交活動. {{cite book}}: Текст «和書» проігноровано (довідка)
- ロシア大使が写した日本の日常. {{cite book}}: Текст «和書» проігноровано (довідка)
- その他、著書多数。ロシア国内ではワイン専門書を執筆し、ベストセラーとなった。

## Зноски
1. 1 2 3 4  Official Web site of the Embassy of the Russian Federation in Oslo, Norway. Архів оригіналу за 5 травня 2006. Процитовано 22 листопада 2017.
2. ↑  Europa Publications. (2004). The International Who's Who 2004, с. 1282, на «Google Books»(англ.) Наведено за англійською вікіпедією.
3. ↑  飯島一孝 (6 жовтня 2003). 「外交官のふるさと」は日本. 日本記者クラブ. Процитовано 13 червня 2015.
4. ↑  佐藤優 (14 липня 2013). 「合意覆すな」　元露駐日大使のメッセージ. SankeiBiz. Процитовано 13 червня 2015.
5. ↑  プーチン大統領のサハリン訪問を恐れる必要はなし. ロシアの声. 16 липня 2013. Архів оригіналу за 15 червня 2015. Процитовано 13 червня 2015.
6. ↑  モスクワ共同 (18 липня 2013). 北方領土２島返還と共同経済活動　パノフ、東郷氏が提案. 共同通信. Процитовано 13 червня 2015.
7. ↑  佐藤優 (25 липня 2013). 佐藤優のインテリジェンスレポート　7月18日付『独立新聞』に掲載された北方領土交渉に関する東郷、パノフ共同論文. 講談社. Процитовано 13 червня 2015.